# Sergio Albelli
Sergio Albelli (Pescia, 5 ottobre 1965) è un attore italiano.

## Biografia
Nel 1986 viene ammesso alla scuola di recitazione del Teatro Stabile di Genova dove si diploma col massimo dei voti nel 1989. Nello stesso anno debutta nel Tito Andronico di William Shakespeare per la regia di Peter Stein. Nei successivi dieci anni si dedica quasi esclusivamente al teatro entrando a far parte sia di compagnie pubbliche, Teatro Verdi di Pisa (Una Città Proletaria), Teatro Stabile di Genova (Tito Andronico), Teatro Due di Parma (La tragedia spagnola, Lungo Pranzo di Natale), Teatro Stabile di Torino (La scuola delle mogli), che di compagnie private (Come le foglie, La Celestina).
Dal 2000, dopo la partecipazione al film Il mandolino del capitano Corelli, regia di John Madden, inizia a lavorare prevalentemente per il cinema e la televisione. Nel 2001 entra a fare parte come co-protagonista del cast della serie tv Carabinieri di cui gira la prima e la seconda serie nel ruolo di Gigante. Lavora poi da co-protagonista per altre serie tv tra cui Codice rosso, Il mostro di Firenze, I cerchi nell'acqua. 
Al cinema si alterna in film drammatici (El Alamein - La linea del fuoco) e commedie (Voce del verbo amore, Aspettando il Sole, Una canzone per te). La conoscenza dell'inglese gli permette di essere attivo anche su set internazionali.
Tra le interpretazioni più significative degli ultimi anni quella del partigiano Rodolfo in Miracolo a Sant'Anna di Spike Lee e Mario Michelucci ne La prima cosa bella di Paolo Virzì, con le quali riceve l'attenzione di critica e pubblico.
Lo stesso Virzì lo chiama a lavorare nel suo primo spettacolo teatrale Se non ci sono altre domande, dove è co-protagonista accanto a Silvio Orlando e Roberto Citran. 
Nel 2013 partecipa all'ultimo progetto di Ivan Cotroneo Una mamma imperfetta per la regia di Stefano Chiantini, una fiction pensata per il web, trasmessa sul sito del Corriere della Sera.
È protagonista del cortometraggio La casa di Ester a fianco di Cecilia Dazzi, per la regia di Stefano Chiodini, vincitore del Globo d'oro 2012.
Nel 2015 appare in una scena del film Il giovane favoloso del regista Mario Martone.
Nel 2021 interprera il ruolo de Lorenzo di Piefrancesco de' Medici nella fiction TV Leonardo.

## Filmografia

### Cinema
- Fiorile, regia di Paolo e Vittorio Taviani (1993)
- Christie Malry's Own Double-Entry, regia di Paul Tickell (2000)
- Il mandolino del capitano Corelli, regia di John Madden (2001)
- Il corridoio, regia di Vittorio Badini Confalonieri (2002)
- El Alamein - La linea del fuoco, regia di Enzo Monteleone (2002)
- Te lo leggo negli occhi, regia di Valia Santella (2004)
- A luci spente, regia di Maurizio Ponzi (2004)
- Voce del verbo amore, regia di Andrea Manni (2007)
- François, regia di Dario Gorini e Iacopo Zanon (2008)
- Miracolo a Sant'Anna, regia di Spike Lee (2008)
- Aspettando il sole, regia di Ago Panini (2008)
- Una canzone per te, regia di Herbert Simone Paragnani
- La prima cosa bella, regia di Paolo Virzì (2010)
- Tre giorni dopo, regia di Daniele Grassetti (2013)
- Il Natale della mamma imperfetta, regia di Ivan Cotroneo (2013)
- Nessuno mi pettina bene come il vento, regia di Peter Del Monte (2014)
- Il giovane favoloso, regia di Mario Martone (2014)
- I calcianti, regia di Stefano Lorenzi (2015)
- Il giocatore invisibile, regia di Stefano Alpini (2016)
- La pazza gioia, regia di Paolo Virzì (2016)
- Come diventare grandi nonostante i genitori, regia di Luca Lucini (2016)
- Favola, regia di Sebastiano Mauri (2017)
- La terra buona, regia di Emanuele Caruso (2018)
- Non mi uccidere, regia di Andrea De Sica (2021)
- Esterno notte, regia di Marco Bellocchio (2022)
- Il colibrì, regia di Francesca Archibugi (2022)
- Io sono l'abisso, regia di Donato Carrisi (2022)

### Cortometraggi
- La casa di Ester, regia di Stefano Chiodini (2012)

### Televisione
- La famiglia Ricordi – miniserie TV, 4 puntate (1994)
- Lui e lei – serie TV (1999)
- Carabinieri – serie TV (2002-2005)
- Don Matteo – serie TV (2004)
- Distretto di Polizia 5, regia Lucio Gaudino – serie TV, episodio 5x16 (2005)
- La moglie cinese – miniserie TV (2006)
- R.I.S. 3 - Delitti imperfetti – serie TV, episodio 3x06 (2007)
- Il bene e il male - serie TV, regia di Giorgio Serafini (2009)
- Medicina generale - serie TV, episodio Famiglie e segreti 2x06 (2009)
- Il mostro di Firenze - miniserie TV, regia di Antonello Grimaldi (2009)
- Crimini – serie TV (2010)
- I cerchi nell'acqua – serie TV (2011)
- Liberi sognatori - Delitto di mafia, regia di Michele Alhaique – film TV (2018)
- Il miracolo – serie TV, 8 episodi (2018)
- Made in Italy – serie TV (2019)
- Romulus – serie TV (2020)
- La bambina che non voleva cantare, regia di Costanza Quatriglio – film TV (2021)
- Leonardo, regia di Daniel Percival – serie TV, episodio 1x02 (2021)
- Anna, regia di Niccolò Ammaniti – miniserie TV, puntata 6 (2021)
- Non mi lasciare, regia di Ciro Visco – serie TV (2022)
- Fernanda, regia di Maurizio Zaccaro – film TV (2023)
- La coda del diavolo, regia di Domenico De Feudis – film TV (2024)
- Le onde del passato, regia di Giulio Manfredonia – serie TV (2025)

### Videoclip
- Cronaca di un tempo incerto di Michele Bravi (2021)